# Hector-Joseph de Monteynard
Pour les articles homonymes, voir Monteynard (homonymie).
Hector-Joseph, marquis de Monteynard (16 mars 1770, Paris - 17 janvier 1845, château de Tencin), est un officier général et homme politique français.

## Biographie
Né le 16 mars 1770, au château de Tencin, il est le fils du lieutenant-général François de Monteynard, neveu de Louis François de Monteynard et petit-fils de l'ambassadeur François de Baschi. Il entre en 1785 dans le corps des carabiniers, fut admis aux honneurs de la cour le 23 mars 1789 et breveté capitaine de cavalerie le mois suivant. Il émigra avec les princes et fit sous leurs ordres la campagne de 1792.
Il épouse le 17 août 1810 Clémentine-Philippine de Dreux-Brézé, fille de Henri-Évrard de Dreux-Brézé.
Sous la Première Restauration, il fut promu colonel et décoré de l'ordre de Saint-Louis, et suivit Louis XVIII à Gand. Il passa maréchal de camp en 1817 et gentilhomme de la chambre du roi en 1820.
En 1827, il fut nommé Pair de France puis baron pair en 1828. Il refusa de prêter serment au gouvernement de Louis-Philippe et rentra dans la vie privée.
Il est mort au château de Tencin et enterré dans la chapelle familiale que sa femme fit construire dans le cimetière de Tencin.

### Sources
- « Monteynard (Hector-Joseph, marquis de) », dans Adolphe Robert et Gaston Cougny, Dictionnaire des parlementaires français, Edgar Bourloton, 1889-1891 [détail de l’édition]